# ۸۶۵ (قمری)
۸۶۵ (قمری)، هشتصد و شصت و پنجمین سال در گاهشماری هجری قمری است. اول محرم این سال برابر با بیست و ششم اکتبر سال ۱۴۶۰ میلادی است.